# Głusk (gmina)
Pour les articles homonymes, voir Głusk.
Głusk est une gmina rurale (gmina wiejska) du powiat de Lublin, dans la Voïvodie de Lublin, dans l'est de la Pologne.
La gmina tire son nom de Glusk, qui était autrefois un village, mais en 1988, a été incorporé dans la ville de Lublin, et n'est donc plus une partie du territoire de Głusk, mais il sert encore de siège administratif (chef-lieu). Le gmina se trouve au sud-est de la capitale régionale Lublin (siège du powiat et capitale de la voïvodie).
La gmina couvre une superficie de 64 km2 pour une population de 7 372 habitants en 2006.

## Histoire
De 1975 à 1998, la gmina est attachée administrativement à l'ancienne Voïvodie de Lublin.
Depuis 1999, elle fait partie de la nouvelle voïvodie de Lublin.

## Géographie
La gmina inclut les villages (sołectwa) de :

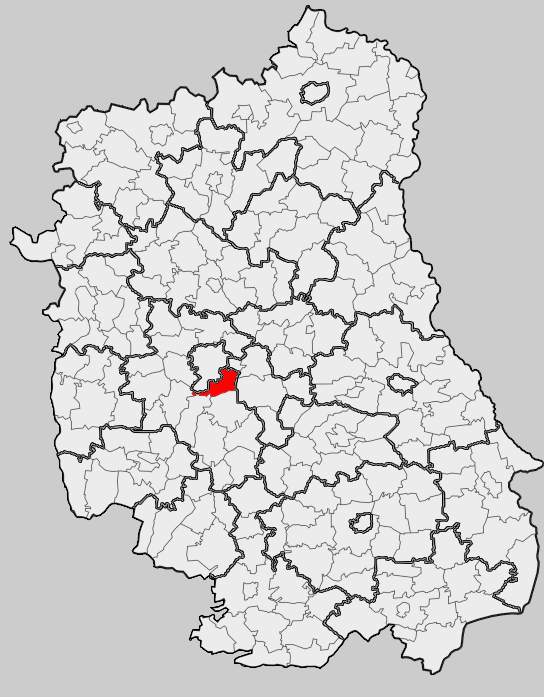
Position de la gmina dans la voïvodie

- Abramowice Prywatne
- Ćmiłów
- Dominów
- Głuszczyzna
- Kalinówka
- Kazimierzówka
- Kliny
- Majdan Mętowski
- Mętów
- Nowiny
- Prawiedniki
- Prawiedniki-Kolonia
- Wilczopole
- Wilczopole-Kolonia
- Wólka Abramowicka
- Żabia Wola

### Gminy voisines
La gmina de Głusk est voisine :
des villes de :
- Lublin
- Świdnik

et les gminy de :
- Jabłonna
- Mełgiew
- Niedrzwica Duża
- Piaski
- Strzyżewice.

## Structure du terrain
D'après les données de 2002, la superficie de la commune de Głusk est de 64 kilomètres carrés, répartis comme telle :
- terres agricoles : 88 %
- forêts : 7 %

La commune représente 3,81 % de la superficie du powiat.

## Démographie
Données du 30 juin 2004 :
| Description        | Total  | Total | Femmes | Femmes | Hommes | Hommes |
| ------------------ | ------ | ----- | ------ | ------ | ------ | ------ |
| Unité              | Nombre | %     | Nombre | %      | Nombre | %      |
| Population         | 6 967  | 100   | 3 562  | 51,1   | 3 405  | 48,9   |
| Densité (hab./km²) | 108,9  | 108,9 | 55,7   | 55,7   | 53,2   | 53,2   |